# Zsennye
Zsennye é um município da Hungria, situado no condado de Vas. Tem 5,02 km² de área e sua população em 2015 foi estimada em 90 habitantes.